# Debora (prorokyně)
Debora (hebrejsky דְּבוֹרָה‎, Devora), též přepisováno jako Debóra, je jméno biblické prorokyně, jež byla vyvolena Hospodinem, aby po smrti soudce Ehúda soudila izraelské kmeny. Její jméno tvoří hebrejský výraz označující včelu, avšak tento výraz je odvozen z hebrejského slovesného kořene דבר, který může mít tyto významy: „mluvit, hovořit“. Proto lze její jméno vykládat ve významu „Výmluvná“. Podle rabínské tradice byla Debora jedna ze dvou žen, které opěvovaly Boha lépe než všichni muži světa. Přesto Talmud vnímá její jméno jako ne příliš hezké, protože je označením živočicha, který není košer, a uvádí, že ho získala pro svou namyšlenost a arogantnost. České překlady bible uvádějí, že Debóra byla ženou muže jménem Lapidót, kterého některé židovské výklady ztotožňují s vojevůdcem Bárakem. Podle Davida Ganse Debořino soudcovské období spadá do let 2636–2676 od stvoření světa neboli do let 1126–1085 před naším letopočtem, což odpovídá délce 40 let. Poté soudil syny Izraele soudce Gedeón.

## Biblicko-historické pozadí

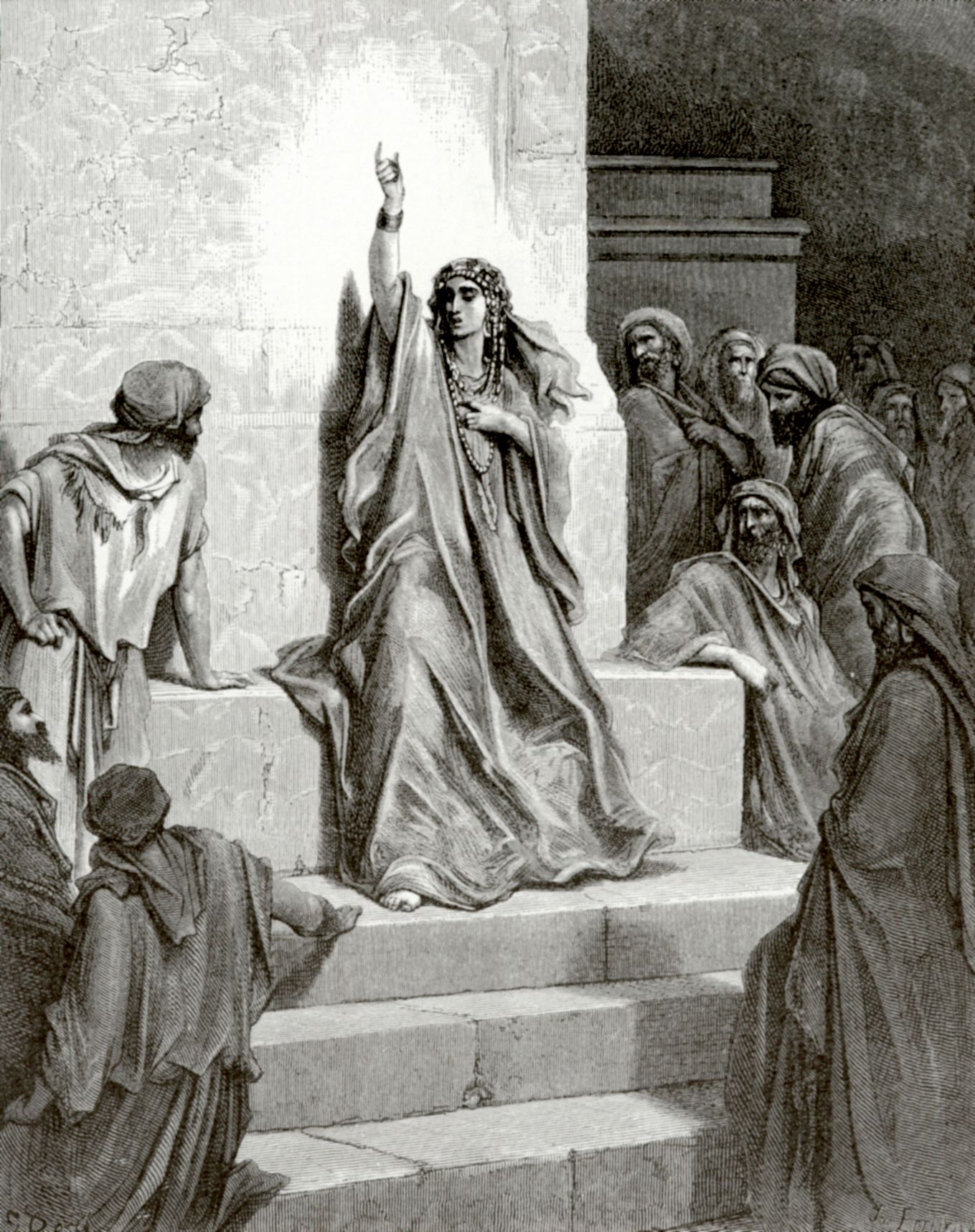
Debořina píseň. Z Ilustrované bilbe Gustava Dora (1866).

### Izrael znovu odpadává od Boha
Biblická kniha Soudců popisuje několikeré periody v historické fázi Izraele po obsazení zaslíbené země, kdy po čase věrnosti Hospodinu přišlo období odpadnutí. V časech odpadnutí Hospodin posílal na Izrael nepřátelské vojsko, které izraelský lid utlačovalo. Tím byl Izrael nucen hledat skutečnou pomoc, kterou nenacházel ve svém modlářství, ale jedině u Hospodina. Ve chvíli, kdy se rozpomněli na Hospodina, Hospodin jim vybral soudce, který vedl lid k osvobození a následnému období věrnosti.

### Jabín
Příběh Debóry je posazen do období, kdy Hospodin vydal Izrael do ruky kenaánského krále Jabína, jenž kraloval v Chasóru. Nejvyšším velitelem Jabínových vojsk byl muž jménem Sísera, sídlící v Charošet-hagójímu. Jeho vojsko mělo devět set železných vozů. Jabín utlačoval Izrael násilím po období dvaceti let.

## Soudkyně Debóra
Bible o lidu Izraele říká, že dále páchali to, co je zlé v Hospodinových očích. Soudce Ehúd už zemřel, a v tomto období byla v Izraeli soudkyní vyvolena žena jménem Debóra.

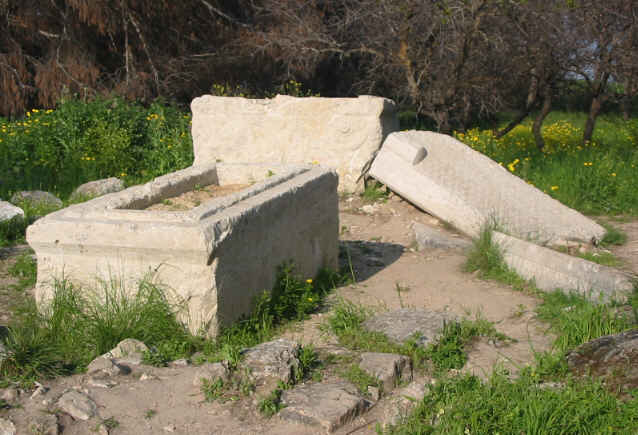
Hrob nedaleko Tel Kádeše, tradičně spojovaný s Bárakem, nebo Deborou

### Místo působení
Sedávala pod Debóřinou palmou mezi Rámou a Bét-elem v Efrajimském pohoří a Izraelci za ní přicházeli, aby je soudila.

## Debóřin příběh

### Povolání
Soudkyně Debóra poslala pro Báraka, a řekla mu, že Hospodin přikázal, aby shromáždil deset tisíc mužů z kmene Neftalí a Zabulón. Bárak si kladl podmínky. Debóra potvrdila splnění podmínek, ale zároveň vyslovila proroctví, že slávu z tohoto vítězství nebude mít Bárak. Hospodin totiž vydá Síseru do rukou ženy.

### Útok
Bárak uposlechl, shromáždil bojovou skupinu a vydali se na pochod. Sísera shromáždil celou svou bojovou jízdu, 900 vozů a celé své vojsko k potoku Kíšon. Bárak na pokyn Debóry, že Hospodin vydal Síseru Bárakovi do rukou zahájil útok. Hospodin uvedl ostřím meče ve zmatek Síserovu vozbu i celý tábor. Sísera seskočil z vozu a prchal pěšky.

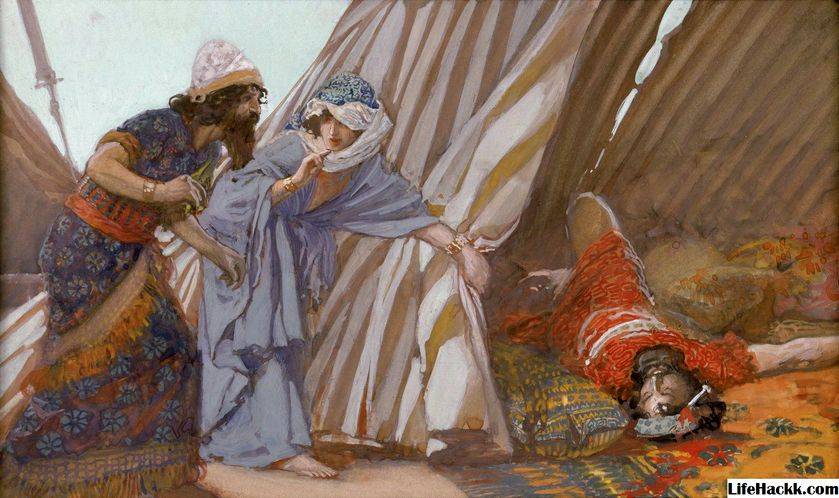
Jáel ukazuje Bárakovi mrtvého Síseru. (Autor: Albert Josef Moore)

### Poražen ženou
Sísera přijal úkryt v domě ženy, jménem Jáel, která byla ženou Kénijce Chebera, neboť mezi Kénijcem Cheberem a chasórským králem Jabínem byl mír. Uklidněn usnul a ve spánku byl rukou Jáel zabit. Jáel pak už jen vyběhla vstříc Bárakovi a ukázala mu zabitého Síseru.

## Debořina píseň
Po vítězství Debóra spolu s Bárakem zpívali vítěznou píseň.